# Velibor Vasović
Velibor Vasović srbsky Велибор Васовић, (3. října 1939 Požarevac – 4. března 2002 Bělehrad) byl jugoslávský fotbalový obránce srbské národnosti. Kariéru ukončil ve 32 letech kvůli potížím s astmatem. Po skončení aktivní kariéry působil jako trenér. Po ukončení trenérské kariéry působil jako právník.

## Fotbalová kariéra
Hrál v jugoslávské lize za Partizan Bělehrad a Crvenu zvezdu Bělehrad. V nizozemské lize hrál za Ajax Amsterdam. S Ajaxem vyhrál v letech 1966/67, 1967/1967 a 1969/70 nizozemskou ligu, v letech 1967, 1970 a 1971 nizozemský pohár a také Pohár mistrů evropských zemí 1970/71. Byl prvním zahraničním kapitánem Ajaxu. V jugoslávské lize získal celkem 5 mistrovských titulů a s Crvenou zvezdou vyhrál jednou jugoslávský pohár. V Poháru mistrů evropských zemí nastoupil ve 35 utkáních a dal 4 góly a v Poháru UEFA nastoupil ve 12 utkáních a dal 4 góly. Za jugoslávskou reprezentaci nastoupil v letech 1961-1966 ve 32 utkáních a dal 2 góly.

## Ligová bilance
| Ročník                        | Zápasy | Góly | Klub                   |
| ----------------------------- | ------ | ---- | ---------------------- |
| Jugoslávská Prva liga 1958/59 | 4      | 0    | Partizan Bělehrad      |
| Jugoslávská Prva liga 1959/60 | 16     | 1    | Partizan Bělehrad      |
| Jugoslávská Prva liga 1961/61 | 22     | 1    | Partizan Bělehrad      |
| Jugoslávská Prva liga 1961/62 | 22     | 2    | Partizan Bělehrad      |
| Jugoslávská Prva liga 1962/63 | 24     | 2    | Partizan Bělehrad      |
| Jugoslávská Prva liga 1963/64 | 13     | 0    | Crvena zvezda Bělehrad |
| Jugoslávská Prva liga 1964/65 | 15     | 0    | Partizan Bělehrad      |
| Jugoslávská Prva liga 1965/66 | 25     | 4    | Partizan Bělehrad      |
| Eredivisie 1966/67            | 16     | 0    | Ajax Amsterdam         |
| Eredivisie 1967/68            | 34     | 0    | Ajax Amsterdam         |
| Eredivisie 1968/69            | 30     | 4    | Ajax Amsterdam         |
| Eredivisie 1969/70            | 32     | 7    | Ajax Amsterdam         |
| Eredivisie 1970/71            | 33     | 2    | Ajax Amsterdam         |
| CELKEM 1. liga                | 286    | 23   |                        |

## Trenérská kariéra
Jako hlavní trenér vedl Partizan Bělehrad, Proletar Zrenjanin, Angers SCO, Paris Saint-Germain FC, Zamalek SC, Ethnikos Pireus, Crvenu zvezdu Bělehrad a AC Bellinzona.